# め組のひと
「め組のひと」（めぐみのひと）は、1983年4月1日に発売されたラッツ&スターの1枚目（シャネルズ時代から通算すると10枚目）のシングル。作詞の麻生麗二は売野雅勇のペンネーム。作曲は井上大輔。
正式なタイトル表記での「め」の字は囲み文字である。曲名を考案したのは資生堂の小野田隆雄。

## 背景
グループ名を「シャネルズ」から「ラッツ&スター」へと改名した後に初めて発表されたシングル。

## 制作
表題曲である「め組のひと」は、1983年夏における資生堂のキャンペーン曲に起用された。当初は、作曲とプロデュースを大瀧詠一に依頼したものの、大瀧が自身のアルバム『EACH TIME』の制作中であることを理由にそれらを断ったため、大瀧の指名によりシャネルズ時代の代表曲を手掛けた井上大輔が起用された。

## 音楽性
曲調はシャネルズ時代のオールディーズ風作品と異なり、当時イギリスを中心に流行していたファンクとラテン音楽を融合させたダンス・ミュージック「ファンカラティーナ」を取り入れた。

## 振り付け

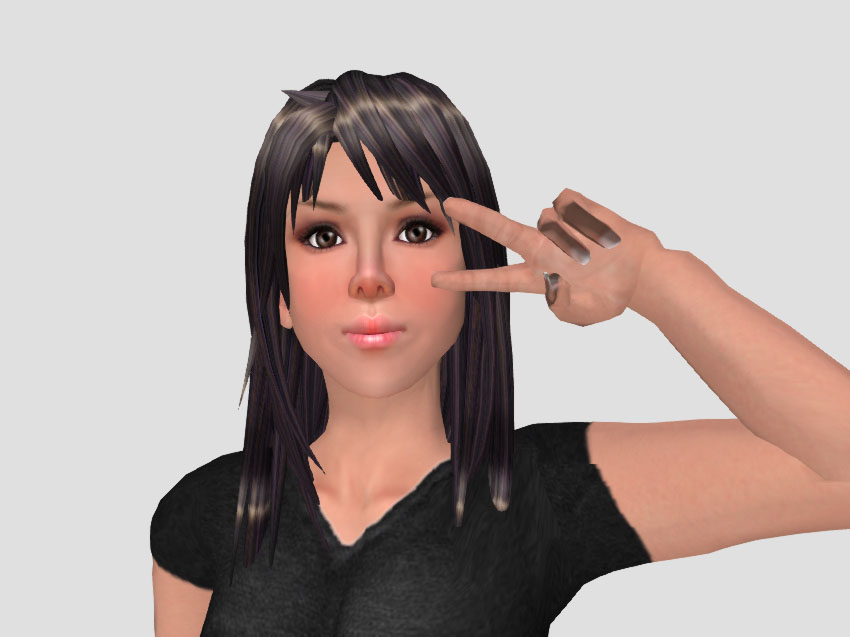
「めッ!」の決めポーズ

江戸時代の火消しめ組になぞらえて、町火消しのように粋でいなせな女性のことを歌っており、資生堂のアイシャドー「サンフレア」のコマーシャルの楽曲として起用され、曲のサビの終わりにモデルのトリー・メンドーサが「め！」の目を指すアクションがあった。

「めッ!」の決めポーズが印象的な振り付けは田代マサシあるいはボビー吉野によるもので、2018年にはTikTok利用者の間で倖田來未のカバーバージョンを用いた振り付け動画が話題となった。

## 記録
発表当時で60万枚以上を売り上げる大ヒットとなり、オリコンシングル・チャートで1位を獲得した。

## 収録曲
- 全編曲：井上大輔・ラッツ&スター

1. め組のひと
  - 作詞：麻生麗二　作曲：井上大輔
2. 彼氏になりたい
  - 作詞：田代マサシ　作曲：鈴木雅之
  - アルバム未収録。

## カバー
- 欧陽龍（中国語版）（1984年）　中国語タイトル『愛在風中飛』
- CORN HEAD（2003年）　シングル『め組のひと feat. MEGUMI』収録
- ベンチャーズ（2005年）　アルバム『J-ROCK サマー・ウィンド 〜メロディーズ・イン・メモリーズ〜』収録
- グディングス・リナ（2008年）　アルバム『The Nightbird ~ Goodings RINA COVERS ~』収録
- 倖田來未（2010年）　アルバム『ETERNITY〜Love & Songs〜』収録
- TRT原宿ヤンキースRC（2010年）　アルバム『ヤンキー・ロックス NON STOP MIX』収録
- RIKI（2010年）　アルバム『男唄』収録[9]
- DJ SASA with THE ISLANDERS（2012年）　アルバム『夏ソンちゅ』収録
- サーカス（2013年）　アルバム『THE REBORN SONGS 〜80's ハーモニー〜』収録
- ギルド （2015年）　カバーシングル『LOVEマシーン』カップリング
- Maria（2015年）　佐藤善雄（ラッツ&スター）プロデュース
- 山猿（2017年）　デジタルシングル
- 中田裕二（2017年）　企画アルバム『真夏のイノセンス 作詞家・売野雅勇 Hits Covers』収録[10]
- ポセイドン・石川（2018年）　デジタルシングル、2019年発売アルバム『POSEIDON TIME』収録